# Adynaton
El Adynaton (del griego antiguo ἀδυνατον, "imposibilidad", a partir de α- (a-, "sin") + δύναμαι (verbo dynamai, "soy poderoso, soy capaz") o impossibilia en latín, es un recurso retórico que engloba cualquier recreación poética de lo ficticio y lo imposible, una forma de hipérbole (pero no una hipérbole propiamente) o exageración que consiste en expresar imposibilidad invirtiendo la lógica de lo real. Se encuentra ya en algunos modismos de la lengua vulgar: "Cuando las ranas críen pelo", "Cuando los cerdos vuelen...". Como tópico literario se denomina "mundo al revés". 

## Origen
La visión de un mundus inuersus o "mundo al revés" construido a partir de un cambio en el orden lógico de las cosas, animales o personas, es algo connatural al ser humano, y el efecto que se persigue es el humor (como, por ejemplo, en la tierra de Jauja, donde "atan a los perros con longaniza") o el de la reducción al absurdo por medio de la ironía: es una alternativa al realismo en un desplazamiento a la fantasía. La ironía se basa a menudo en la adynaton (cuando se hace empleándola conscientemente exagerada). Lo imposible, lo ficticio y la transmutación de las características propias e ingénitas en otras opuestas o ajenas ya está presente en todas las civilizaciones antiguas (Cocchiara 1981). Hay ejemplos como el Arpa real de Ur o los papiros egipcios del Reino Nuevo (en que los ratones persiguen a los gatos), o la predicción de Isaías XI, 6, sobre un mundo idílico en que los leones se alimentarán de forraje y los leopardos se acostarán junto a los cabritos, o la imagen del Evangelio de Marcos X, 25 de que «Es más fácil que un camello pase a través del ojo de una aguja que un rico entre en el reino de los cielos» son muestras más que suficientes para constatar las persistencia de este tipo de recreación fabuladora que evade la realidad. De semejante manera, Grecia y Roma desde sus orígenes también han trastocado la verdad en pos de lo ficticio.
Proverbios como "arar el mar" (σπείρειν πόντον, constatado por Diógenes 7.67) o nanas infantiles en las que los caballos corren por el agua (Aristides de Mileto) son los precedentes folclóricos que más tarde utilizarán los poetas. en esta larga tradición, las mascaradas, el carnaval o las canciones populares del mundo al revés no son más que un mantenimiento de ese espíritu que, por un momento, dota a lo imposible de factibilidad.
Con el paso del tiempo, la poesía se servirá con asiduidad de este motivo popular a través de una forma de lenguaje o esquema retórico conocido como ἀδύνατον, ornato poético por el que la realidad forma parte de un mundo imposible. La falta de precisión para definirlo desde la tratadística antigua hasta nuestros días ha propiciado una confusa catalogación que dificulta su análisis. Varios han sido los intentos de definición, entendiéndose, bien como una parte de la hipérbole y de la comparación, bien como un tema (Dutoit 1936, p.1) o una figura retórica. De acuerdo con gran parte de la crítica, el adynaton se puede definir de dos formas según su contexto literario: ya como recurso retórico, similar a la paradoja o el proverbio, ya como motivo o tema con unas características fijas dentro del tópico de la Edad de Oro.
El uso como tópico del adynaton se plasma en forma de la visión del mundo al revés, como la que aparece en la fantasía moral de Francisco de Quevedo La hora de todos o La fortuna con seso o en las obras de Jonathan Swift.

## Uso clásico, medieval, romántico y surrealista
Adynaton era una obra literaria y generalizada retórica dispositivo durante el período clásico. Su forma plural (adynata) se tradujo en América como impossibilia. Un uso frecuente fue para referirse a un caso muy improbable que ocurre más pronto que otro:
Uno puede esperar mejor el acuerdo entre los filósofos que entre los relojes (Séneca, La calabacificación del divino Claudio).

Así, hasta que la noche sea día,
el trabajo sea descanso,
el agua sea fuego,
el bosque esté sin árboles,
el mar esté sin velas
y el parto sin saetas,
siempre me serás cara:
si no me engañas, no te engañaré (Carmina Burana, Lingua mendax et dolosa).

Sin embargo, cayó en desuso en gran medida durante los Edad Media antes de someterse a un renacimiento de menor importancia en las obras de los poetas románticos, que se jactan de la potencia de su amor, y cómo nunca podría terminar usando imágenes de imposibles. Los surrealistas lo utilizan para liberar la fantasía de los encadenamientos de la lógica burguesa.